# Karl Ignaz Hennetmair
Karl Ignaz Hennetmair (* 3. September 1920 in Linz; † 2. Mai 2018) war ein österreichischer Handelsreisender, Ferkelgroßhändler und Immobilienmakler. Er war Nachbar und Freund des Schriftstellers Thomas Bernhard und wurde bekannt durch seine Publikationen über ihn.

## Leben

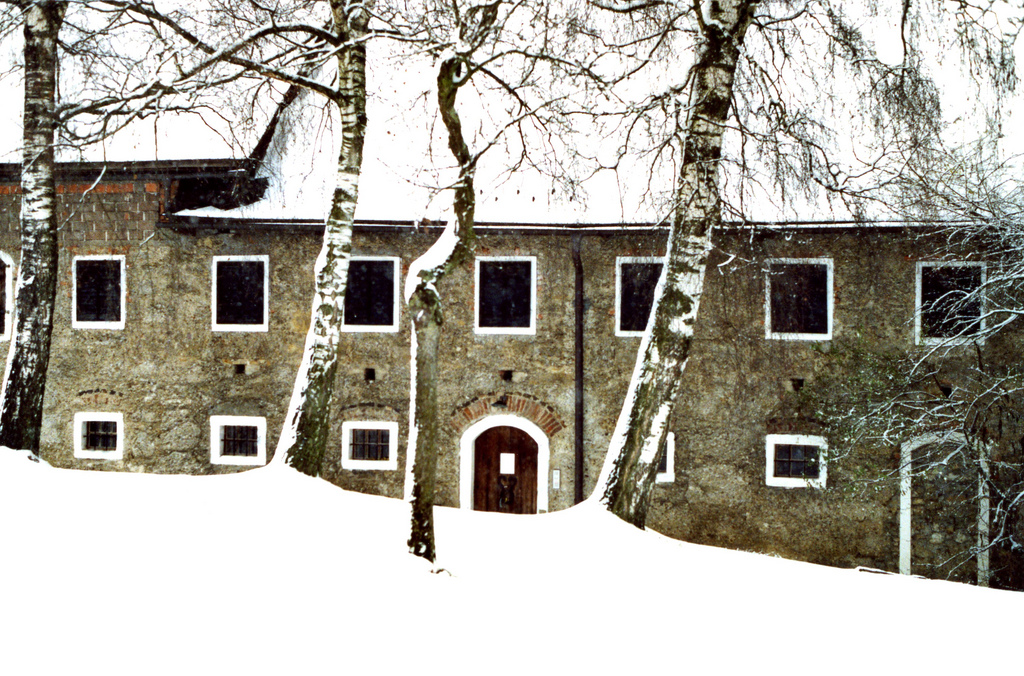
Thomas Bernhards Vierkanthof in Ohlsdorf (Fotografie von Christiaan Tonnis)

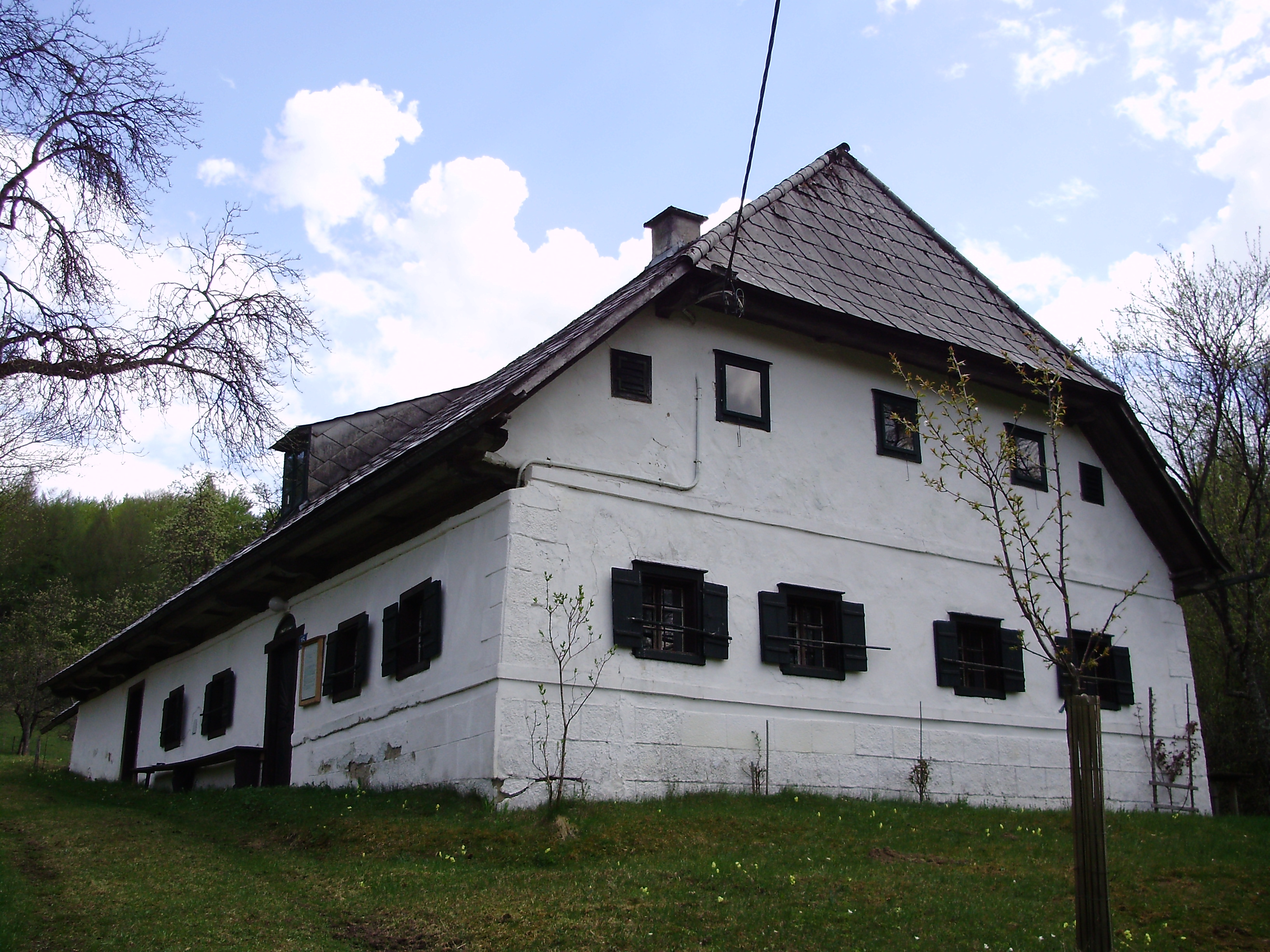
Thomas Bernhards Alm am Grasberg

Auf die Anzeige des von Karl Ignaz Hennetmair inserierten Vierkanthofs in Obernathal 2, Gemeinde Ohlsdorf (Oberösterreich), wurde Thomas Bernhard Ende des Jahres 1964 aufmerksam und unterzeichnete am 6. Jänner 1965 den Kaufvertrag, da er am selben Tag mehr geboten hatte als der Nachbar Maxwald (es ist also wohl ein Gerücht, dass Bernhard den Hof vor dem Abriss gerettet habe). In der Folge vermittelte Hennetmair dem Schriftsteller noch zwei weitere Liegenschaften, und zwar 1971 die so genannte Krucka (Grasberg 98) und 1972 das „Quirchtenhaus“ bei Ottnang am Hausruck. In Bernhards 1978 erschienener Erzählung Ja findet sich in der Figur des Realitätenvermittlers Moritz ein Abbild Hennetmairs.
1972 führte Hennetmair ein Jahr lang Tagebuch über das Leben seines prominenten Nachbarn und versiegelte dieses zunächst. Nach seiner Veröffentlichung unter dem Titel Ein Jahr mit Thomas Bernhard im Jahr 2000 wurden einige Aspekte der Person Bernhard in neuem Licht gesehen, und in der Wochenzeitung Die Zeit hieß es in einer Rezension: „Ohne dieses Buch zu kennen, darf sich niemand mehr über Thomas Bernhard zu äußern wagen“.
Zudem hatte Hennetmair aus Tausenden bis dahin unveröffentlichten Briefen, Dokumenten und weiteren Lebenszeugnissen um Thomas Bernhard ein Privatarchiv aufgebaut. Es beinhaltet unter anderem auch Bernhards Testament, mit dem dieser die Aufführung seiner Theaterstücke und den Vertrieb seiner Bücher in der Republik Österreich nach seinem Tod verhindern wollte.

## Veröffentlichungen
- Karl Ignaz Hennetmair: Aus dem versiegelten Tagebuch. Weihnacht mit Thomas Bernhard. Bibliothek der Provinz, Weitra 1992, ISBN 3-900878-85-4.
- Karl Ignaz Hennetmair: Thomas Bernhard – Karl Ignaz Hennetmair. Ein Briefwechsel. 1965–1974. Bibliothek der Provinz, Weitra 1994, ISBN 3-85252-025-8.
- Karl Ignaz Hennetmair: Ein Jahr mit Thomas Bernhard. Das versiegelte Tagebuch 1972. Residenz Verlag, Salzburg 2000, ISBN 3-7017-1207-7.
- Karl Ignaz Hennetmair: »Ein Jahr mit Thomas Bernhard. Das notariell versiegelte Tagebuch 1972«. Es liest: Karl Ignaz Hennetmair und Peter Simonischek. Hoffmann und Campe. Hörbücher, 2001, ISBN 3-455-30273-4.
- Max Bläulich. Karl Ignaz Hennetmair: »... das größte Scheusal, das mir je untergekommen ist«. Karl Ignaz Hennetmair über Thomas Bernhard. Tartin Editionen, Salzburg 2002, ISBN 3-902163-09-7.
- Karl Ignaz Hennetmair: Geschäfte eines Verlegers. Ein Briefwechsel. Richard Pils – Karl Ignaz Hennetmair. Eigenverlag, Ohlsdorf 2003, ISBN 3-9501828-0-2 (zum Briefwechsel mit Richard Pils).